# Vivian Stranders
Vivian Stranders (Londres, 1881-Schwerte, 1959) fue un oficial de la Real Fuerza Aérea, espía alemán y propagandista nazi nacido en Gran Bretaña. En su juventud, Stranders trabajó como empleado, maestro de escuela y comisionista. Se unió a la Fuerza Territorial a tiempo parcial de los Ingenieros Reales en 1911 y ascendió al rango de teniente. Fue transferido a la Artillería de Campaña Real al estallar la Primera Guerra Mundial y sirvió en el Frente Occidental. Se unió al Real Cuerpo Aéreo en 1917 como oficial de equipamiento y, tras la creación de la Real Fuerza Aérea, se convirtió en oficial de estado mayor especializado en inteligencia. Después de la guerra sirvió en Alemania como traductor para las comisiones que supervisaban los términos del desarme y las reparaciones.
Desmovilizado en 1921, permaneció en Alemania y estableció un negocio de importación. En 1926, comenzó a trabajar para los servicios de inteligencia alemanes, recopilando información sobre asuntos de la aviación francesa. Fue detectado por el Servicio Secreto de Inteligencia británico y marcado para ser arrestado, pero fue detenido primero por la policía francesa. Fue condenado a dos años de prisión por espionaje industrial. Después de su liberación, emigró a Alemania, se unió al Partido Nazi en 1932 y obtuvo la ciudadanía alemana en 1933. Dictó conferencias sobre inglés en universidades y se doctoró. Durante la Segunda Guerra Mundial, Stranders se convirtió en un oficial de la Schutzstaffel especializado en propaganda y que trabajaba con prisioneros de guerra británicos. Era nominalmente jefe del Britisches Freikorps («Cuerpo Voluntario Británico»), una unidad militar colaboracionista pequeña y fracasada. Después de la guerra, fue arrestado, pero escapó del procesamiento por traición y vivió el resto de su vida en Alemania.

## Primeros años de vida
Nació en 1881 en una familia judía; su padre era compositor y profesor en la Guildhall School of Music. Asistió a la King Edward's School de Birmingham, una escuela pública, antes de licenciarse en filología clásica en el University College de la Universidad de Londres. Fue a Alemania en 1903 para trabajar como profesor de alemán y estudiar para obtener una maestría en artes. Regresó a Londres en 1904 y encontró trabajo como empleado. Stranders se convirtió en maestro de escuela en Maidenhead, Berkshire, antes de trabajar como comisionista. Se casó con Patricia O'Connell en Glasgow en junio de 1910.

## Servicio militar
Se unió a la Fuerza Territorial militar voluntaria a tiempo parcial. Fue nombrado segundo teniente supernumerario en las Compañías de Obras de los Ingenieros Reales de la Fortaleza de Kent el 7 de mayo de 1911. Dejó de ser supernumerario el 22 de septiembre de 1911, siendo incorporado a la dotación de personal de la unidad. Fue ascendido al rango de teniente el 15 de agosto de 1913.
Después del estallido de la Primera Guerra Mundial en 1914, sirvió en la 10.ª Compañía Fortaleza de los Ingenieros Reales. Fue transferido a la 1.ª Brigada (Ciudad de Londres) de la Artillería de Campaña Real de la Fuerza Territorial como segundo teniente el 8 de agosto de 1914. En julio de 1915 fue designado para la columna de municiones de la brigada y sirvió en esa función en el Frente Occidental hasta 1916. Fue transferido a la Reserva de la Fuerza Territorial el 2 de julio de 1916, momento en el que ostentaba el rango temporal de teniente.
Se unió al Real Cuerpo Aéreo el 8 de febrero de 1917, siendo nombrado oficial de equipamiento de tercera clase. Fue designado para el puesto más alto de oficial de equipo de segunda clase el 1 de julio de 1917 y se le concedió el rango temporal de teniente en ese papel. Fue transferido a la Real Fuerza Aérea (RAF) cuando se estableció esa fuerza en abril de 1918. En julio fue nombrado oficial de Estado Mayor de tercera clase y se le concedió el rango temporal de capitán mientras mantenía ese nombramiento y fue destinado a varias estaciones de la RAF en Gran Bretaña. Durante su carrera en los servicios aéreos se convirtió en un especialista en inteligencia.
Después de renunciar a su puesto de personal el 8 de septiembre de 1919, se convirtió en oficial de vuelo (equivalente a teniente), y la RAF adoptó su propia estructura de rango única desde su nombramiento. A partir de septiembre de 1919, los Stranders sirvieron en Alemania con la Comisión Aliada de Control Aeronáutico (bajo la Comisión Militar Interaliada de Control) y la Comisión de Reparaciones, principalmente en Hamburgo y Kiel. Prestó sus servicios como traductor y también ayudó a observar el cumplimiento alemán de los acuerdos de desarme, incluida la transferencia de aviones Zeppelin a los Aliados. El 25 de agosto de 1920 fue ascendido en su función de Fuerza Territorial a teniente de artillería, con precedencia a partir del 1 de julio de 1917. Renunció a su comisión de fuerza territorial el 30 de septiembre de 1921 cuando la fuerza se convirtió en el Ejército Territorial. Abandonó Alemania el 21 de enero de 1921 cuando fue desmovilizado de la RAF, siendo transferido a la lista de desempleados; recibió permiso para utilizar el rango de capitán en el retiro.

## Caso de espionaje
Después de la desmovilización, se convirtió en hombre de negocios. Fundó una empresa importadora en Düsseldorf, especializada en motocicletas de fabricación inglesa. Debido a las restricciones impuestas por los Aliados a la fabricación militar alemana, este tipo de importaciones proporcionaron la mayoría de los motores para los aviones fabricados en Alemania de la época. Su negocio también importaba bicicletas y automóviles. Posteriormente su actividad se trasladó a Colonia y Berlín y tuvo operaciones en París. En 1925, se casó con una mujer alemana en Londres. En 1926 fue el representante oficial de un fabricante de aviones francés en Alemania.
En 1926, había sido reclutado por los servicios de inteligencia alemanes. Trabajó activamente en Londres, París y Bruselas, recopilando información principalmente sobre asuntos de aviación francesa. Fue detectado por el Servicio Secreto de Inteligencia (SIS) mientras intentaba obtener información militar británica y francesa de una persona belga. El 31 de julio de 1926, el jefe del Servicio de Seguridad, Sir Vernon Kell, pasó documentos a la Policía Metropolitana que alegaban que Stranders era un bígamo. El director del Ministerio Público, Archibald Bodkin, se negó a procesar el caso por falta de pruebas, pero durante sus investigaciones la policía descubrió una carta en posesión de un testigo que lo vinculaba con actividades de espionaje.
Stranders estaba en París en el momento de la investigación británica y se sospechaba que se había reunido allí con un contacto alemán. El Servicio de Seguridad solicitó a la Brigada Especial que lo arrestara a su llegada a Gran Bretaña. Antes de poder regresar, Stranders fue arrestado el 21 de diciembre de 1926 por la policía francesa, que había detectado una fuga de información de aviación militar. En relación con el caso, oficiales de la Brigada Especial Británica allanaron una propiedad en Brixton, Londres, a principios de enero de 1927 y hablaron con un inglés y un austriaco.  El caso atrajo una importante cobertura de prensa y atención pública. El 11 de febrero, el miembro del Parlamento por Shrewsbury, el vizconde Sandon, preguntó al subsecretario de Estado para el Aire, Sir Philip Sassoon, si Stranders todavía tenía un puesto en la reserva de la RAF y recibió la respuesta de que no, a pesar de los informes de prensa contrarios.
Su juicio comenzó el 24 de febrero de 1927; se celebró a puerta cerrada. Al juicio asistieron su exesposa y los dos hijos de ambos. Se alegó que proporcionó información a Alemania sobre la aviación francesa y sobre un nuevo modelo de tanque francés. Su defensa argumentó que la información que reunió era sólo la que podía obtenerse de fuentes abiertas, como un catálogo del fabricante. Sin embargo, el 9 de marzo fue declarado culpable de espionaje industrial y condenado a dos años de prisión y a una multa de 1000 francos (alrededor de 8 libras esterlinas en ese momento).

## En Alemania
Fue liberado de la prisión francesa después de 18 meses y regresó a Berlín, donde trabajó como periodista, escribiendo para oponerse a las restricciones impuestas a Alemania por el Tratado de Versalles. En 1931 estaba en Weimar y estaba en contacto con el Partido Nazi. Se unió al partido en 1932 y más tarde afirmó que su tarjeta de membresía estaba firmada personalmente por el líder del partido Adolf Hitler. En abril de 1933, se convirtió en ciudadano alemán, tras lo cual, el 12 de agosto, se le privó del derecho a utilizar tanto su rango sustantivo británico de teniente como su rango honorario de capitán.
Estudió filosofía en la Universidad de Bonn y dio clases allí de inglés; obtuvo el doctorado en marzo de 1936. Al estallar la Segunda Guerra Mundial en 1939, buscó un puesto de alto nivel en el Partido Nazi en Berlín, pero en su lugar fue empleado como locutor de propaganda en inglés, bajo el nombre de «Mediador». En 1943, fue nombrado profesor en la Universidad Martín Lutero de Halle-Wittenberg. Ese verano fue destinado al cuartel general de la Schutzstaffel (SS) nazi como experto en el Reino Unido con el rango de SS-Sturmbannführer (equivalente a mayor). Stranders era judío y algunos de sus colegas de las SS sospechaban que era un espía británico. Trabajó en proyectos relacionados con los prisioneros de guerra británicos, incluida la unidad colaboracionista del Britisches Freikorps («Cuerpo Voluntario Británico»), del que fue jefe nominal desde finales de 1944 hasta el final de la guerra. La unidad se considera un fracaso y nunca llegó a contar con más que unas pocas docenas de miembros, que fueron arrestados por las fuerzas estadounidenses en 1945.
En febrero de 1945, estaba trabajando en la Operación Königgrätz, una campaña de propaganda dirigida a los prisioneros de guerra británicos. Los avances soviéticos lo obligaron a huir primero a Bremen y, en abril de 1945, a St. Johann in Tirol, Austria. Intentó desaparecer en el caos cuando la guerra terminó, pero fue buscado por la inteligencia británica. Fue arrestado por tropas estadounidenses en Garmisch-Partenkirchen, Baviera, en noviembre de 1945. Los fiscales británicos no pudieron acusarlo de traición porque tenía ciudadanía alemana en el momento de su trabajo de propaganda y fue liberado. Vivió el resto de su vida en Renania del Norte-Westfalia y murió allí después de una larga enfermedad en 1959, a la edad de 78 años.